# Olšovec
Olšovec (in tedesco Olspitz) è un comune della Repubblica Ceca facente parte del distretto di Přerov, nella regione di Olomouc.